# Mutación demanial
La mutación demanial es una figura jurídica que implica el cambio de afectación de un bien o derecho de dominio público a un fin o servicio público distinto, es decir, una desafectación y una afectación simultáneas.
La "mutación demanial" puede ser:
- Objetiva, cuando se produce el cambio a otro fin o servicio público, es decir, cambia el "objeto".
- Subjetiva, cuando se produce un cambio de la Administración pública titular del bien, es decir, un cambio de "sujeto" titular, sin modificar su destino público. En este caso, debe inscribirse en el Registro de la Propiedad, a nombre de su nuevo titular.

La Ley contempla también la figura de la mutación por imposición de afectaciones secundarias, que podría darse cuando en un mismo inmueble concurren dos usos: uno público, por un organismo también público; y otro privado, por servicios de explotación mercantil anejos.